# Joaquín Campana
Pour les articles homonymes, voir Campana (homonymie).
Joaquín Campana (Montevideo, 1783 – Buenos Aires, 1847), est un avocat et homme politique rioplatense. Originaire de la bande Orientale (grosso modo le territoire de l’actuel Uruguay), il s’établit pourtant dans la province de Buenos Aires et est en 1811 pour quelques mois à la tête de la Grande Junte de gouvernement des Provinces-Unies du Río de la Plata.

## Biographie
Fils d’un immigrant irlandais, il obtint le titre d’avocat à l’université de Córdoba, puis s’installa à Buenos Aires. Durant la première des invasions britanniques du Río de la Plata, il participa aux combats de rue sous les ordres de Martín de Álzaga, à qui il devait par la suite, cette même année 1806, donner son appui durant le cabildo ouvert qui visait, et obtint, la suspension du vice-roi Rafael de Sobremonte. Il s’enrôla dans le Régiment de Patriciens, au sein duquel il se battit pendant la deuxième offensive anglaise en 1807.
Lors de la révolution de Mai, il fut secrétaire du politicien populiste et conservateur Cornelio Saavedra, et se fit l’ennemi du groupe centré autour de la figure de Mariano Moreno, de tendance jacobine et plus radicale, que Campana accusait de penchants tyranniques. Il constitua, contre le groupe moréniste, un noyau d’agitateurs avec lequel il organisa notamment une manifestation pour protester contre la mainmise de ses rivaux sur le gouvernement.
Il fut l’un des protagonistes de l’insurrection du 6 avril 1811, laquelle, déclenchée la veille 5 avril au soir, était emmenée par le maire de quartier (alcalde de barrio) Tomás Grigera, grand fermier des confins de Buenos Aires, jouissant d’une grande popularité, qui sut entraîner les orilleros (litt. banlieusards, de orillas, 'lisière') à investir le centre de Buenos Aires. Le lendemain, il reçut l’appui de la plupart des régiments de la ville, et présenta une supplique à la Grande Junte.
Le gouvernement accéda à cette supplique et résolut de proscrire vers l’intérieur du pays les morénistes Miguel de Azcuénaga, Gervasio Antonio de Posadas, Nicolás Rodríguez Peña, Juan Larrea, Hipólito Vieytes, Domingo French et Antonio Luis Beruti. Campana fut ensuite nommé secrétaire d’un exécutif remanié (la Junte exécutive), dominé dorénavant par lui, par Saavedra et par les députés des provinces intérieures.
Au cours de son gouvernement, l’on s’appliqua à atténuer les politiques extrémistes menées jusque-là par la faction moréniste et à adopter une position modérée et socialement conservatrice ; entre autres choses, les liens avec la Grande-Bretagne furent distendus. L’influence de Campana dura jusque vers septembre 1811, puis fut contrecarrée par la loge lautarienne, laquelle, épaulée par la Grande-Bretagne, parvint à déterminer la dissolution de la Grande Junte et son remplacement par une commission exécutive de trois membres, dite premier triumvirat. Depuis lors, les élites portègnes prirent coutume de renverser ou changer les gouvernements à leur guise, sans consulter les provinces de l’intérieur, fournissant ainsi les prémisses d’une polarisation politique violente entre un parti unitaire et un parti fédéraliste.
Campana fut assigné à résidence à San Antonio de Areco, où il vécut pendant quelques années. L’Assemblée de l'an XIII, constituante convoquée en 1813 par le second triumvirat, décréta une amnistie générale, dont seuls furent cependant exclus Saavedra et Campana. Il recouvra sa liberté de mouvement à la suite de la chute du Directeur suprême Carlos María de Alvear en 1815. Peu avant, il avait fait paraître un Manual del Agricultor, qui a pu être rédigé par son ami Grigera.
En 1829, il déménagea pour le jeune État oriental de l’Uruguay, où il fut élu sénateur à plusieurs reprises, et nommé membre du Tribunal supérieur de Justice.

## Hommages
Le nom de Campana fut donné en son honneur à une rue de la ville de Buenos Aires.
En revanche, la croyance que ses descendants réussirent à faire baptiser de son nom la ville de Campana, centre industriel et port sur le fleuve Paraná dans la province de Buenos Aires, est une méprise ; en réalité, ce nom dérive du patronyme de l’ancien propriétaire de la localité, Francisco Alvarez Campana.